# Lombardijen
Lombardijen is een wijk in Rotterdam, in het stadsdeel IJsselmonde. De wijk werd begin jaren 60 gebouwd als zelfstandige stadswijk en is sinds 1991 onderdeel van de deelgemeente IJsselmonde. In Lombardijen wonen ruim 14.000 mensen, van wie meer dan de helft alleenstaand of 50-plus is.

## Indeling
De wijk ligt ten westen van de spoorlijn Rotterdam - Dordrecht, binnen een straal van ruim een kilometer rondom station Rotterdam Lombardijen ofwel binnen een straal van ongeveer 700 meter om het kruispunt Spinozaweg, Molenvliet en Pascalweg.
Behalve het station heeft Lombardijen verschillende busverbindingen naar onder meer het winkelcentrum Zuidplein en tramlijn 2. De verkeersaders zijn de Molenvliet, de Pascalweg en de Spinozaweg, die onder meer aansluit op de uitvalsweg naar de zuidelijke Ringweg.

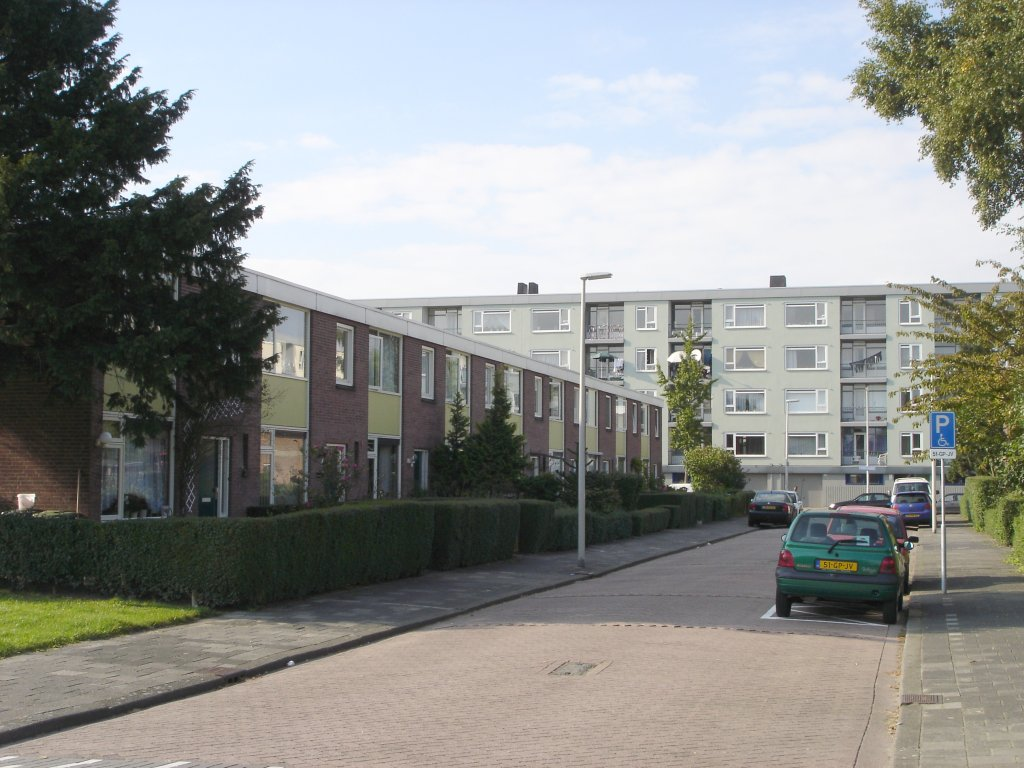
Homerusbuurt

Lombardijen kan worden opgedeeld in de volgende buurten:
- Homerusbuurt
- Karl Marxbuurt
- Molièrebuurt
- Smeetsland
- Zenobuurt

De wijk heeft langs het spoor twee bedrijventerreinen:
- In het noorden de Laagjes (tussen het spoor, de Molenvliet en de Aristotelesstraat)
- In het zuiden Hordijk-west of v.d. Woudensland (tussen het spoor, de Homerusstraat, de Pascalweg en de Wester Hordijk)

De wijk telt voornamelijk laagbouw (rijtjeswoningen) en flatwoningen. Verder herbergt Lombardijen het verzorgingshuis de Twee Bruggen, serviceflat 't Lichtpunt, verschillende andere ouderenwooncomplexen, scholen, kerken, een bibliotheek, een wijkcentrum, een park, kinderboerderij de Kooi, speeltuinen, sportvelden en een zestal winkelstraten. Ongeveer in het midden van de wijk ligt het Spinozapark.

## Geschiedenis
Lombardijen was een heerlijkheid die bestond uit één boerderij gelegen in de buurt van de huidige Vaanweg ter hoogte van het crematorium Rotterdam-Zuid en de kinderboerderij de Kooi. In 1817 werd Lombardijen formeel een gemeente maar het bestuur vond zowel voor als na 1817 plaats vanuit de heerlijkheid/gemeente IJsselmonde. In 1838 is Lombardijen formeel aan IJsselmonde toegevoegd.
De naam Lombardijen kan te maken hebben met de Italiaanse regio Lombardije.

## Ontwikkeling

### Opbouw
Na het bombardement in de Tweede Wereldoorlog werden niet alleen de verwoeste delen van de stad Rotterdam opgebouwd maar verrezen ook nieuwe wijken aan de rand. Het ontwerp van de wijk Lombardijen werd gemaakt door een studiegroep onder leiding van ir. A. Bos, directeur van de Dienst Volkshuisvesting. In eerste instantie wilde men de wijk in de vorm van Vreewijk bouwen maar uiteindelijk is het een tussenvorm geworden van stedelijke bouw en het tuindorp-karakter van Vreewijk, een afwisseling van hoogbouw en laagbouw. Het uiteindelijke plan voor de wijk werd ontworpen door ir. P. van Drimmelen van de Dienst Stadsontwikkeling. In het plan was ruimte ingeruimd voor verschillende wijkparken maar bij de uitvoering werden deze vervangen door het Spinozapark en verschillende groenstroken.

### Masterplan Lombardijen
Medio 2007 is een masterplan Lombardijen opgesteld dat een schets geeft hoe Lombardijen er tot 2015 moet gaan uitzien en wat de ambities zijn voor de langere termijn. De belangrijkste punten in de plannen zijn:
- het vergroten van het watersysteem door het aanleggen en verbeteren van singels en vijvers
- meer verschil in het woningbestand, met name door het toevoegen van meer duurdere eengezinswoningen
- het opwaarderen van het Spinozapark en het winkelgebied aan de Spinozaweg

Qua wonen worden drie verschillende woonmilieus voorgesteld:
Lommerrijk wonenveelal rijtjeshuizen en twee-onder-een-kap huizen met een flinke voortuin en veel openbaar groen in het noordelijk deel van Lombardijen
Waterwoneneengezinswoningen met een tuin nabij het water. In dit deel dat in het zuiden van wijk moet komen wordt veel extra oppervlaktewater toegevoegd.
Stationsbuurtrond het station zou een gebied met een meer stedelijke bewoning moeten komen onder andere gericht op bewoners die veel van het openbaar vervoer gebruikmaken. Deze plannen worden pas na 2015 verder uitgewerkt.

## Kunst en cultuur

### Het Konijn
Aan het begin van het pad richting kinderboerderij De Kooi staat een kunstwerk in de vorm van een konijn. Het speel- en kunstwerk "Het Konijn" was destijds onderdeel van een vrije opdracht voor drie kunstobjecten. Deze objecten moesten ook geschikt zijn als speelobject bij een drietal kinderboerderijen in Rotterdam. Kunstenares Ingrid Kruit (1943) maakte een gans (Europoort), een konijn (Lombardijen) en een kip (Ommoord). Op 30 maart 2013 is het oude houten konijn vervangen door een nieuwe. Het oude houten konijn stond er al rond de 30 jaar en was al eens in brand gestoken. Dit konijn bestaat uit metaal en heeft de kleuren van de kinderboerderij. Het nieuwe beeld werd onthuld door Tessa Vente, wijkconsulent bij Havensteder, en Nico Burggraaff, Penningmeester bij Huurders Platform Lombardijen.

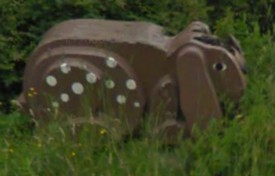
Het oude houten konijn bij de ingang naar kinderboerderij De Kooi
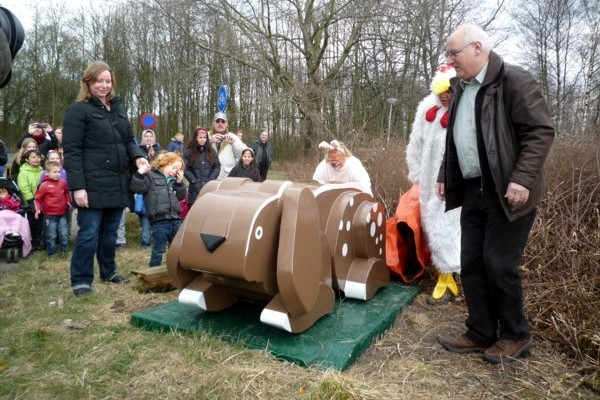
Het nieuwe konijn bij kinderboerderij De Kooi

### Subcultureel poppodium Baroeg
Aan de rand van het Spinozapark bevindt zich het onder hardcore, gothic en metalfans bekendstaande 'subcultureel poppodium' Baroeg. Sommige optredens en feesten trekken fans uit heel Nederland en soms het buitenland aan. Door het alternatieve karakter van deze club en haar gasten en vrijwilligers is er sprake van onbegrip en zelfs wantrouwen onder de bewoners. Daarentegen namen in de zomer van 2002 veel plaatselijke middenstanders deel aan de actie "Baroeg moet blijven" door pamfletten op de winkelruiten te plakken.

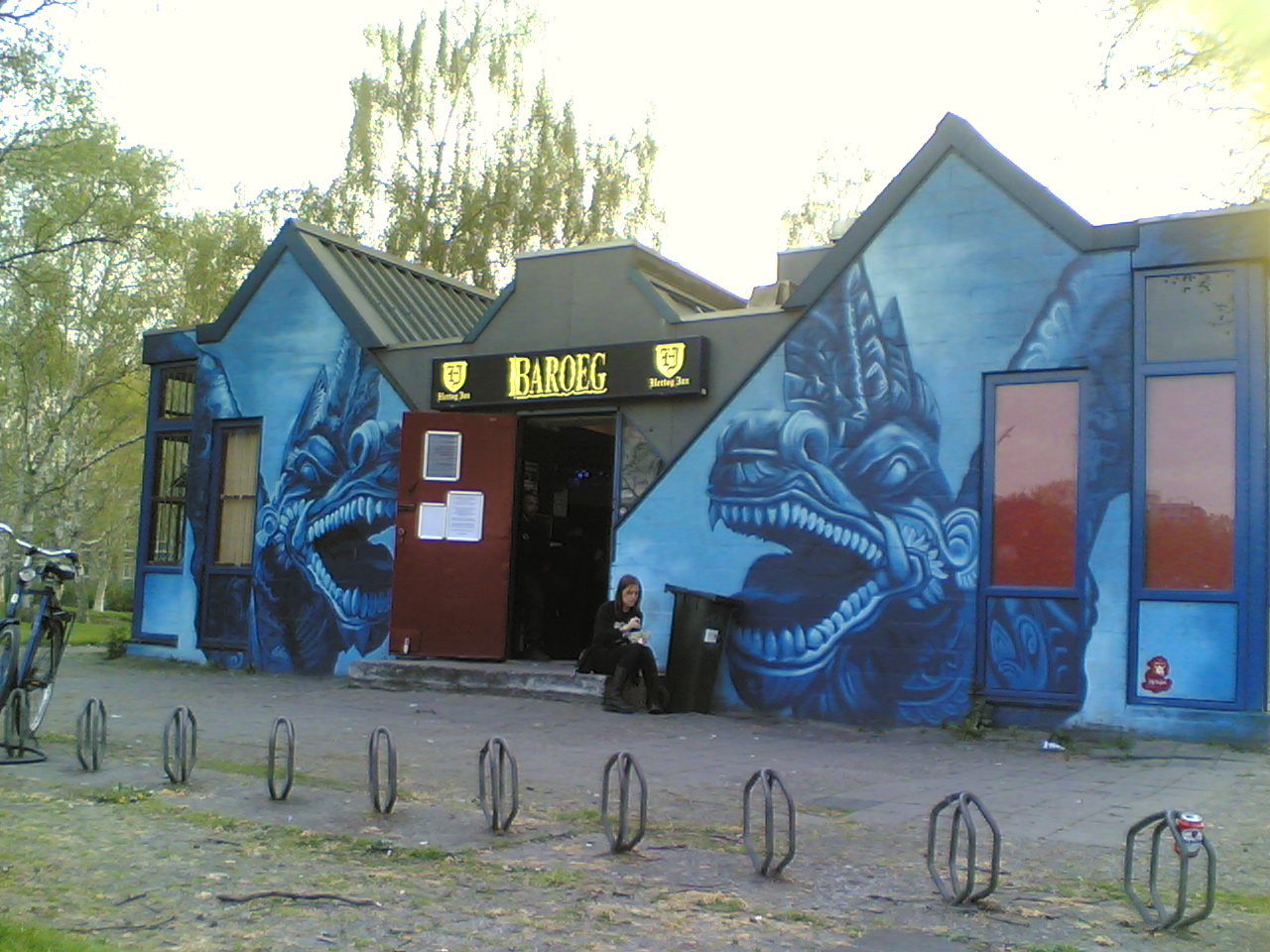
Baroeg tijdens openingstijd in 2008